# Euroliga 2008/09
Rozgrywki Euroligi w sezonie 2008/2009 były dziewiątymi klubowymi rozgrywkami pod przewodnictwem Unii Europejskich Lig Koszykarskich - ULEB. W tym sezonie do rywalizacji stanęło dwadzieścia cztery zespoły z trzynastu różnych europejskich krajów.
Final Four odbyło się Berlinie w hali O2 World. Mistrzem został grecki Panathinaikos Ateny, który pokonał rosyjskie CSKA Moskwa.

## Uczestnicy
| Zespoły uczestniczące w rozgrywkach grupowych Euroligi | Zespoły uczestniczące w rozgrywkach grupowych Euroligi | Zespoły uczestniczące w rozgrywkach grupowych Euroligi | Zespoły uczestniczące w rozgrywkach grupowych Euroligi | Zespoły uczestniczące w rozgrywkach grupowych Euroligi | Zespoły uczestniczące w rozgrywkach grupowych Euroligi |
| ------------------------------------------------------ | ------------------------------------------------------ | ------------------------------------------------------ | ------------------------------------------------------ | ------------------------------------------------------ | ------------------------------------------------------ |
| Liga ACB                                               | FC Barcelona (2)M                                      | Caja Laboral Vitoria (1)                               | Unicaja Malaga                                         | Real Madryt                                            | Joventut Badalona U                                    |
| Lega Basket A                                          | Montepaschi Siena (1)                                  | Armani Jeans Mediolan                                  | Lottomatica Rzym (2)                                   | Air Avellino                                           |                                                        |
| A1 Ethniki                                             | Panathinaikos BC (1)                                   | Olympiakos BC (2)                                      | Panionios Ateny (3)                                    |                                                        |                                                        |
| Pro A                                                  | SLUC Nancy (1)                                         | Le Mans Sarthe Basket                                  |                                                        |                                                        |                                                        |
| Türkiye Basketbol Ligi                                 | Efes Pilsen SK (2)                                     | Fenerbahçe Ülker (1)                                   |                                                        |                                                        |                                                        |
| Superliga                                              | CSKA Moskwa (1)                                        |                                                        |                                                        |                                                        |                                                        |
| LKL                                                    | Żalgiris Kowno (1)                                     |                                                        |                                                        |                                                        |                                                        |
| Ligat HaAl                                             | Maccabi Tel Awiw (2)                                   |                                                        |                                                        |                                                        |                                                        |
| 1.A SBL                                                | Olimpija Lublana (1)                                   |                                                        |                                                        |                                                        |                                                        |
| PLK                                                    | Asseco Prokom Gdynia (1)                               |                                                        |                                                        |                                                        |                                                        |
| Basketball-Bundesliga                                  | ALBA Berlin (1)                                        |                                                        |                                                        |                                                        |                                                        |
| A1 Liga                                                | Cibona Zagrzeb (1)                                     |                                                        |                                                        |                                                        |                                                        |
| Naša Sinalko Liga                                      | Partizan Belgrad (1)                                   |                                                        |                                                        |                                                        |                                                        |

## Sezon zasadniczy
Była to pierwsza faza rozgrywek, w której rywalizowano w czterech sześciozespołowych grupach. Każda z drużyn miała do rozegrania dziesięć spotkań na zasadzie mecz i rewanż. Cztery najlepszej drużyny uzyskiwały awans do TOP16, pozostała dwójka odpadała. Taki format miał miejsce po raz pierwszy w historii. 
Runda zasadnicza trwała od 20 września 2008 do 15 stycznia 2009 roku.
Jeśli drużyny mają tyle samo punktów, to o miejscu w grupie decydują:
1. Mecze bezpośrednie
2. Różnica punktwa w meczach bezpośrednich
3. Różnica punktów zdobytych i straconych we wszystkich meczach
4. Ilość zdobytych punktów
5. Współczynnik zdobytych i straconych punktów na mecz

|  | Awans do TOP16            |
|  | Odpadnięcie z rywalizacji |

### Grupa A
|    | Zespół            | Mecze | W | P | Zd. | Str. | Róż |
| -- | ----------------- | ----- | - | - | --- | ---- | --- |
| 1. | Unicaja Málaga    | 10    | 8 | 2 | 771 | 698  | +73 |
| 2. | Olympiakos Pireus | 10    | 6 | 4 | 815 | 748  | +67 |
| 3. | Maccabi Tel Awiw  | 10    | 6 | 4 | 815 | 811  | +4  |
| 4. | Cibona Zagreb     | 10    | 5 | 5 | 760 | 772  | −12 |
| 5. | Air Avellino      | 10    | 3 | 7 | 754 | 814  | −60 |
| 6. | Le Mans           | 10    | 2 | 8 | 747 | 819  | −72 |

### Grupa B
|    | Zespół              | Mecze | W | P | Zd. | Str. | Róż  |
| -- | ------------------- | ----- | - | - | --- | ---- | ---- |
| 1. | FC Barcelona        | 10    | 9 | 1 | 813 | 650  | +163 |
| 2. | Montepaschi Siena   | 10    | 8 | 2 | 835 | 750  | +85  |
| 3. | Panathinaikos Ateny | 10    | 7 | 3 | 763 | 707  | +56  |
| 4. | Asseco Prokom Sopot | 10    | 2 | 8 | 675 | 734  | −59  |
| 5. | Žalgiris Kowno      | 10    | 2 | 8 | 716 | 812  | −96  |
| 6. | SLUC Nancy          | 10    | 2 | 8 | 706 | 855  | −149 |

### Grupa C
|    | Zespół           | Mecze | W | P | Zd. | Str. | Róż  |
| -- | ---------------- | ----- | - | - | --- | ---- | ---- |
| 1. | TAU Cerámica     | 10    | 8 | 2 | 916 | 808  | +108 |
| 2. | Lottomatica Rzym | 10    | 6 | 4 | 814 | 786  | +28  |
| 3. | Fenerbahçe Ülker | 10    | 6 | 4 | 779 | 755  | +24  |
| 4. | ALBA Berlin      | 10    | 4 | 6 | 691 | 748  | −57  |
| 5. | DKV Joventut     | 10    | 4 | 6 | 800 | 810  | −10  |
| 6. | Olimpija Lublana | 10    | 2 | 8 | 725 | 818  | −93  |

### Grupa D
|    | Zespół           | Mecze | W | P | Zd. | Str. | Róż  |
| -- | ---------------- | ----- | - | - | --- | ---- | ---- |
| 1. | CSKA Moskwa      | 10    | 7 | 3 | 774 | 644  | +130 |
| 2. | Real Madryt      | 10    | 6 | 4 | 740 | 707  | +33  |
| 3. | AJ Milano        | 10    | 5 | 5 | 734 | 745  | −11  |
| 4. | Partizan Belgrad | 10    | 5 | 5 | 706 | 687  | +19  |
| 5. | Efes Pilsen SK   | 10    | 4 | 6 | 713 | 762  | −49  |
| 6. | Panionios Ateny  | 10    | 3 | 7 | 668 | 790  | −122 |

## TOP16
Zespoły, które awansowały z grup w rundzie zasadniczej, trafiły do TOP16 - najlepszej szesnastki w rozgrywkach Euroligi. W tej fazie drużyny walczą w czterozespołowych grupach, gdzie każdy gra z każdym dwukrotnie - raz w domu, a raz na wyjeździe. Ci, którzy zajmą pierwsze dwa miejsca, awansują do ćwierćfinału. Faza rozpoczęła się 28 stycznia, a zakończyła się 12 marca 2009 roku. Losowanie odbyło się 19 stycznia w siedzibie Euroligi w Barcelonie
|  | Awans do ćwierćfinałów    |
|  | Odpadnięcie z rywalizacji |

### Grupa E
|    | Zespół               | Mecze | W | P | Zd. | Str. | Róż |
| -- | -------------------- | ----- | - | - | --- | ---- | --- |
| 1. | Olympiakos Pireus    | 6     | 5 | 1 | 496 | 446  | +50 |
| 2. | TAU Cerámica         | 6     | 4 | 2 | 556 | 474  | +82 |
| 3. | AJ Milano            | 6     | 2 | 4 | 455 | 529  | −74 |
| 4. | Asseco Prokom Gdynia | 6     | 1 | 5 | 444 | 502  | −58 |

### Grupa F
|    | Zespół           | Mecze | W | P | Zd. | Str. | Róż | Inne    |
| 1. | FC Barcelona     | 6     | 5 | 1 | 508 | 429  | +79 | 1-1, +9 |
| 2. | Real Madrytd     | 6     | 5 | 1 | 505 | 487  | +18 | 1-1, -9 |
| 3. | Maccabi Tel Awiw | 6     | 2 | 4 | 459 | 481  | −22 |         |
| 4. | ALBA Berlin      | 6     | 0 | 6 | 427 | 502  | −75 |         |

### Grupa G
|    | Zespół              | Mecze | W | P | Zd. | Str. | Róż |
| -- | ------------------- | ----- | - | - | --- | ---- | --- |
| 1. | Panathinaikos Ateny | 6     | 5 | 1 | 503 | 428  | +72 |
| 2. | Partizan Belgrad    | 6     | 4 | 2 | 420 | 434  | −14 |
| 3. | Unicaja Málaga      | 6     | 2 | 4 | 484 | 461  | +23 |
| 4. | Lottomatica Rzym    | 6     | 1 | 5 | 441 | 525  | −84 |

### Grupa H
|    | Zespół            | Mecze | W | P | Zd. | Str. | Róż |
| -- | ----------------- | ----- | - | - | --- | ---- | --- |
| 1. | CSKA Moskwa       | 6     | 5 | 1 | 454 | 377  | +77 |
| 2. | Montepaschi Siena | 6     | 4 | 2 | 472 | 456  | +16 |
| 3. | Cibona Zagrzeb    | 6     | 2 | 4 | 423 | 456  | −33 |
| 4. | Fenerbahçe Ülker  | 6     | 1 | 5 | 384 | 444  | −60 |

## Ćwierćfinały
| Zespół #1           | Suma  | Zespół #2         | Mecz 1  | Mecz 2  | Mecz 3  | Mecz 4  | Mecz 5  |
| ------------------- | ----- | ----------------- | ------- | ------- | ------- | ------- | ------- |
| Olympiakos Pireus   | 3 - 1 | Real Madryt       | 88 - 79 | 79 - 73 | 63 - 71 | 78 - 75 |         |
| FC Barcelona        | 3 - 2 | TAU Cerámica      | 75 - 84 | 85 - 62 | 62 - 69 | 84 - 63 | 78 - 62 |
| Panathinaikos Ateny | 3 - 1 | Montepaschi Siena | 90 - 85 | 79 - 84 | 72 - 53 | 91 - 84 |         |
| CSKA Moskwa         | 3 - 0 | Partizan Belgrad  | 56 - 47 | 77 - 50 | 67 - 56 |         |         |

## Final Four
O2 World, Berlin, Niemcy

### Drabinka
|  |                     |                     |             |                   |    |                     |                     |       |
|  | Półfinały           | Półfinały           | Półfinały   |                   |    | Finał               | Finał               | Finał |
|  | Półfinały           | Półfinały           | Półfinały   |                   |    | Finał               | Finał               | Finał |
|  | 2                   |                     |             |                   |    |                     |                     |       |
|  |                     |                     |             |                   |    |                     |                     |       |
|  | Olympiakos Pireus   | Olympiakos Pireus   | 82          |                   |    |                     |                     |       |
|  | Olympiakos Pireus   | Olympiakos Pireus   | 82          | 4                 |    |                     |                     |       |
|  | Panathinaikos Ateny | Panathinaikos Ateny | 84          |                   |    |                     |                     |       |
|  | Panathinaikos Ateny | Panathinaikos Ateny | 84          |                   |    | Panathinaikos Ateny | Panathinaikos Ateny | 73    |
|  | 1                   |                     |             |                   |    | Panathinaikos Ateny | Panathinaikos Ateny | 73    |
|  |                     |                     | CSKA Moskwa | CSKA Moskwa       | 71 |                     |                     |       |
|  | FC Barcelona        | FC Barcelona        | CSKA Moskwa | CSKA Moskwa       | 71 | 78                  |                     |       |
|  | FC Barcelona        | FC Barcelona        |             |                   |    |                     |                     |       |
|  | CSKA Moskwa         | CSKA Moskwa         | 82          |                   |    |                     |                     |       |
|  | CSKA Moskwa         | CSKA Moskwa         | 82          | Mecz o 3. miejsce |    |                     |                     |       |
|  |                     |                     |             |                   |    |                     |                     |       |
|  | 3                   |                     |             |                   |    |                     |                     |       |
|  |                     |                     |             |                   |    |                     |                     |       |
|  | Olympiakos Pireus   | Olympiakos Pireus   | 79          |                   |    |                     |                     |       |
|  | Olympiakos Pireus   | Olympiakos Pireus   | 79          |                   |    |                     |                     |       |
|  | Regal FC Barcelona  | Regal FC Barcelona  | 95          |                   |    |                     |                     |       |
|  | Regal FC Barcelona  | Regal FC Barcelona  | 95          |                   |    |                     |                     |       |

Półfinał nr 1
| 7 maja 200918:00 | FC Barcelona                                                     | 78:82(21:12, 15:20, 20:22, 22:28) | CSKA Moskwa                                                              | O2 World Berlin Widzów: 13 238 Sędzia: Voreadis Bachar Belisević |
| 7 maja 200918:00 | Pkt: David Andersen 24 Zb: Daniel Santiago 6 Ast: Jaka Lakovič 5 | 78:82(21:12, 15:20, 20:22, 22:28) | Pkt: Ramūnas Šiškauskas 29 Zb: Wiktor Chriapa 9 Ast: Jon Robert Holden 4 | O2 World Berlin Widzów: 13 238 Sędzia: Voreadis Bachar Belisević |

Półfinał nr 2
| 7 maja 200921:00 | Olympiakos Pireus                                                    | 82:84(21:27, 20:16, 22:23, 19:18) | Panathinaikos Ateny                                                                   | O2 World Berlin Widzów: 13 238 Sędzia: Brazauskas Arteaga Rocha |
| 7 maja 200921:00 | Pkt: Lynn Greer 18 Zb: Iannis Bourousis 7 Ast: Theodoros Papalukas 5 | 82:84(21:27, 20:16, 22:23, 19:18) | Pkt: Nikola Peković 20 Zb: Mike Batiste, Antonis Fotsis 6 Ast: Šarūnas Jasikevičius 5 | O2 World Berlin Widzów: 13 238 Sędzia: Brazauskas Arteaga Rocha |

Mecz o trzecie miejsce
| 9 maja 200917:00 | Olympiakos Pireus                                                    | 79:95(19:26, 11:20, 28:27, 21:22) | FC Barcelona                                                    | O2 World Berlin Widzów: 13 238 Sędzia: Belosević Pukl Zamojski Rocha |
| 9 maja 200917:00 | Pkt: Lynn Greer 19 Zb: Iannis Bourousis 9 Ast: Theodoros Papalukas 4 | 79:95(19:26, 11:20, 28:27, 21:22) | Pkt: Michael Andersen 20 Zb: Fran Vazquez 5 Ast: Jaka Lakovič 5 | O2 World Berlin Widzów: 13 238 Sędzia: Belosević Pukl Zamojski Rocha |

FINAŁ EUROLIGI
| 9 maja 201020:00 | Panathinaikos Ateny                                                                         | 73:71(21:16, 27:12, 8:18, 17:25) | CSKA Moskwa                                                            | O2 World Berlin Widzów: 13 238 Sędzia: Brazauskas Arteaga Bachar Rocha |
| 9 maja 201020:00 | Pkt: Vassilis Spanoulis, Antonis Fotsis 13 Zb: Antonis Fotsis 8 Ast: Šarūnas Jasikevičius 4 | 73:71(21:16, 27:12, 8:18, 17:25) | Pkt: Jon Robert Holden 13 Zb: Matjaž Smodiš 9 Ast: Jon Robert Holden 4 | O2 World Berlin Widzów: 13 238 Sędzia: Brazauskas Arteaga Bachar Rocha |

## Nagrody

### Euroliga 2008-09 MVP
- Juan Carlos Navarro (Barcelona)

### Euroliga 2008-09 Final Four MVP
- Vassilis Spanoulis (Panathinaikos)

### Pierwsza piątka sezonu 2008-2009
- O  Terrell McIntyre (Montepaschi)
- O  Juan Carlos Navarro (Barcelona)
- S  Igor Rakočević (Baskonia)
- S  Ioannis Bourousis (Olympiakos)
- C  Nikola Peković (Panathinaikos)

### Druga piątka sezonu 2008-2009
- O  Theodoros Papalukas (Olympiakos)
- O  Vassilis Spanoulis (Panathinaikos)
- S  Ramūnas Šiškauskas (CSKA)
- S  Erazem Lorbek (CSKA)
- C  Tiago Splitter (Baskonia)

### Młoda gwiazda
- Novica Veličković ( Partizan Belgrad)

### Najlepszy obrońca
- Dimitris Diamantidis ( Panathinaikos)

### Najlepszy strzelec (trofeum im.Alphonso Forda)
- Igor Rakočević ( TAU Cerámica)

### Trener roku (trofeum im.Aleksandra Gomelskiego)
- Duško Vujošević ( Partizan Belgrad)

### Doceniony klub
- Marco Baldi ( ALBA Berlin)

## Statystyki koszykarzy

### Punkty
| L.p. | Koszykarz           | Zespół            | Mecze | Punkty | Śr.   |
| ---- | ------------------- | ----------------- | ----- | ------ | ----- |
| 1.   | Igor Rakočević      | TAU Cerámica      | 21    | 377    | 17,95 |
| 2.   | Terrell McIntyre    | Montepaschi Siena | 19    | 328    | 17,26 |
| 3.   | Rimantas Kaukėnas   | Montepaschi Siena | 18    | 266    | 14,78 |
| 4.   | Juan Carlos Navarro | FC Barcelona      | 20    | 295    | 14,75 |
| 5.   | Tiago Splitter      | TAU Cerámica      | 17    | 238    | 14,00 |

### Zbiórki
| L.p. | Koszykarz         | Zespół            | Mecze | Zbiórki | Śr.  |
| ---- | ----------------- | ----------------- | ----- | ------- | ---- |
| 1.   | Ioannis Bourousis | Olympiakos Pireus | 21    | 153     | 7,29 |
| 2.   | Ersan İlyasova    | FC Barcelona      | 21    | 151     | 7,19 |
| 3.   | Stephane Lasme    | Partizan Belgrad  | 19    | 125     | 6,58 |
| 4.   | Li’or Elijjahu    | Maccabi Tel Awiw  | 16    | 105     | 6,56 |
| 5.   | Felipe Reyes      | Real Madryt       | 20    | 130     | 6,50 |

### Asysty
| L.p. | Koszykarz           | Zespół              | Mecze | Asysty | Śr.  |
| ---- | ------------------- | ------------------- | ----- | ------ | ---- |
| 1.   | Theodoros Papalukas | Olympiakos Pireus   | 21    | 110    | 5,24 |
| 2.   | Omar Cook           | Unicaja Málaga      | 16    | 82     | 5,12 |
| 3.   | Terrell McIntyre    | Montepaschi Siena   | 19    | 84     | 4,42 |
| 4.   | Pablo Prigioni      | TAU Cerámica        | 21    | 91     | 4,33 |
| 5.   | Vassilis Spanoulis  | Panathinaikos Ateny | 18    | 67     | 3,72 |